# Заповедные лета
Запове́дные ле́та (заповѣдныя лѣта, также заповедные годы, от «заповедь» — повеление, запрет) — годы, в течение которых в некоторых районах Русского государства запрещался крестьянский выход в осенний Юрьев день (предусмотренный ст. 57 Судебника 1497 года). Ограничения стали появляться с 1581 года, когда правительство Ивана Грозного занялось всеобщей переписью земель с целью определения масштабов упадка хозяйства страны в 1570—1580-е годы.
Вопрос существования государственных указов о заповедных годах интересен для историков в связи с двумя гипотезами о закрепощении крестьян: «указного» и «безуказного» по терминологии Р. Г. Скрынникова. Указная теория восходит к В. Н. Татищеву, который считал закрепощение результатом закона, принятого Годуновым в 1592 году, но позже утерянного. Безуказная теория, по В. О. Ключевскому, утверждает, что не правительственные распоряжения, а условия жизни и задолженность крестьян постепенно прекратили крестьянские переходы от одного феодала к другому. Упоминания о «заповедных летах» в грамотах, датированных 1581—1592 годами, добавляют аргументов сторонникам теории «указного» закрепощения.
Согласно гипотезе В. И. Корецкого, в общегосударственном масштабе Юрьев день был отменён указом царя Фёдора Иоанновича около 1592—1593 годов. По его мнению, существование такого указа подтверждается отсутствием ссылок на заповедные года после 1592 года (последнее упоминание содержится в грамоте двинскому судейке от 14 апреля 1592 года). Этот указ, по мнению Корецкого, запретил выход крестьян и сделал писцовые книги, работа над которыми велась в 1581—1593 годах и которые устанавливали принадлежность крестьян владельцу, юридическим основанием закрепощения. Корецкий считает, что режим заповедных лет не распространялся на южные уезды государства; помещики и крестьяне там продолжали руководствоваться статьёй 88 Судебника 1550 года (о крестьянском отказе).
Историки относятся к реконструкции указа Корецким в целом отрицательно. Г. Н. Анпилогов считает эту реконструкцию сомнительной, и утверждает, что режим заповедных лет распространялся и на южные уезды. Р. Г. Скрынников не признаёт существования указа 1592—1593 года и считает, что на юге правила крестьянского перехода формально не были отменены. Не согласен с Корецким и В. М. Панеях. Согласно интерпретации В. А. Аракчеева, реконструкция Корецкого ошибочна, существующие факты объясняются тем, что режим заповедных лет к 1590-м годам превратился в установившийся порядок, а термин просто постепенно исчез. Аракчеев отмечает, что термин «незаповедные лета» всё ещё используется в 1608 году.